# Food Tank
Food Tank: The Food Think Tank — американская некоммерческая организация, нацеленная на решение проблем с голодом, ожирением и бедностью.. Основатель и президент организации американская активистка и журналист Даниэль Ньеренберг.

## История
Некоммерческая организация «Food Tank» была основана в 2013 году американскими активистками Даниэль Ньеренберг и Эллен Густафсон.
Организация стремится решить экологически стабильными способами проблемы с голодом, ожирением и бедностью. «Food Tank» имеет более двадцати основных партнеров, включая Центр международных исследований лесного хозяйства, «Food Day», Международный научно-исследовательский институт продовольственной политики, Международный фонд сельскохозяйственного развития, «The One Acre Fund», «Slow Food USA», и Продовольственной и сельскохозяйственной организацией ООН.
Организация освещалась в таких СМИ, как «The Wall Street Journal», «Food & Beverage Magazine», Christian Science Monitor, USA Today, «Denver Post» и «Bloomberg Businessweek».
Организация запустила экспериментальную программу «Food Tank Tours» в районе Чикаго в 2014 году. В программу входит посещение нескольких ресторанов для дегустаций и осмотр многочисленных городских садов .
«Food Tank» была ведущим американским партнером на мероприятии ООН «Международный год семейных фермерских хозяйств» в 2014 году. Организация является единственным официальным медиа-партнером «The New York Times Food for Tomorrow conference». В 2015 году организация совместно с университетом Джорджа Вашингтона провела свой первый саммит «Food Tank Summit».